# Bandiagara (ustensile)
Pour les articles homonymes, voir Bandiagara.

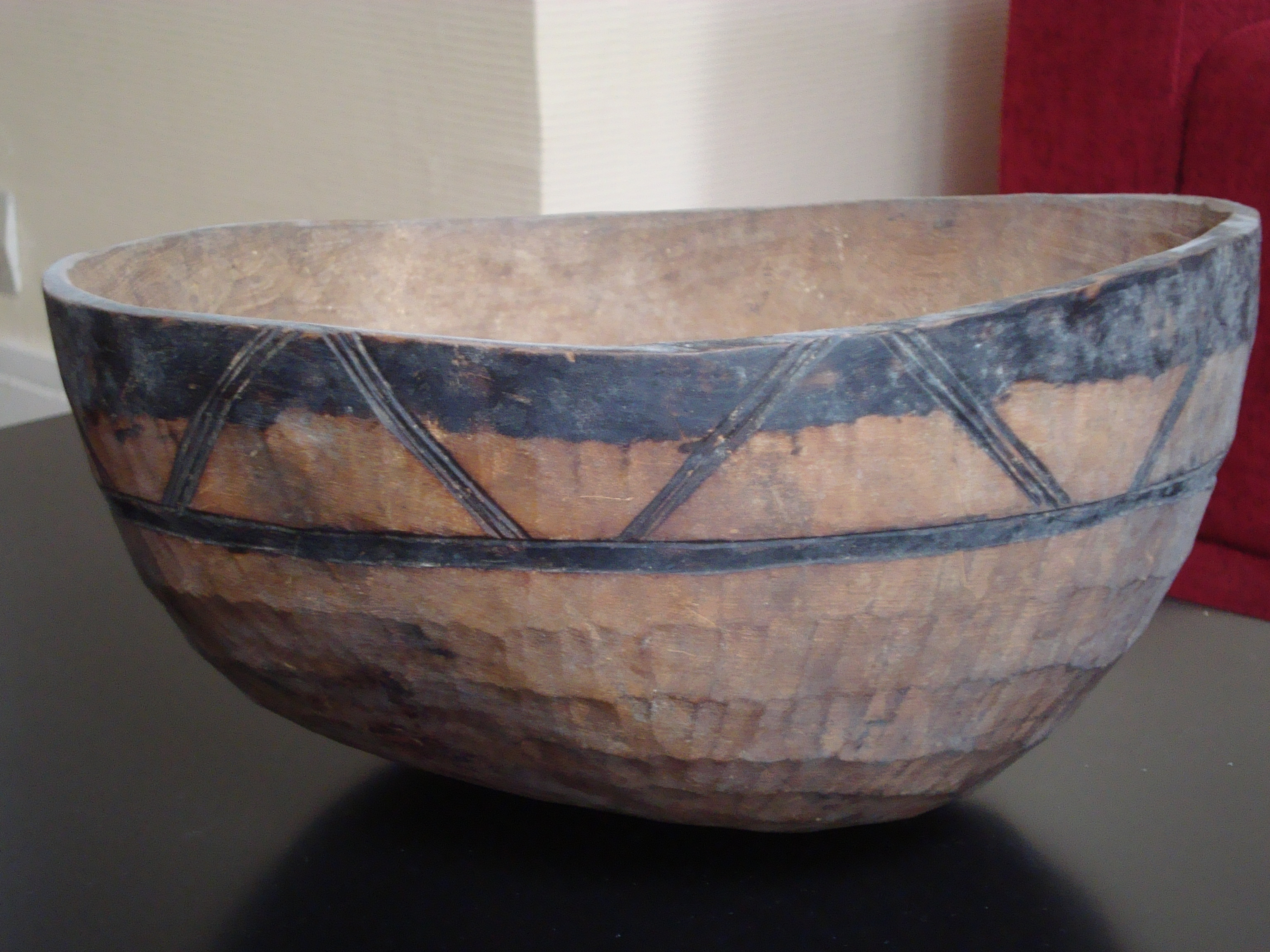
Un bandiagara en karité du Mali

Un bandiagara est un ustensile de cuisine taillé dans le bois, généralement de karité, dans la région de Bandiagara au Mali principalement en pays Dogon. L'ustensile en bois, qui porte le nom de Bandia, est précisément un grand bol de 20 à 35 cm de diamètre, dont l'extérieur est généralement sculpté au ciseau et brulé au fer pour les décorations plus ou moins élaborées. Le nom même de cet objet porte son sens et est issu du dogon bania signifiant « calebasse ou bol » et gara signifiant « grand, ».
Objet traditionnel, long à élaborer par les artisans menuisiers et forgerons de la falaise de Bandiagara, il est de plus en plus supplanté en Afrique par des récipients en plastique de tout genre pour les usages quotidiens des Dogons.